# ويليام تي حنا
ويليام تي حنا (بالإنجليزية: William T. Hanna)‏ هو عسكري أمريكي، ولد في 23 أكتوبر 1920 في نيويورك في الولايات المتحدة، وتوفي في 9 أكتوبر 1942 في جوادالكانال في جزر سليمان.